# Грудько, Иван Анатольевич
Иван Анатольевич Грудько (бел. Іван Анатольевіч Грудзько; род. 27 июля 2004, Минск) — белорусский футболист, нападающий мозырской «Славии».

## Карьера

### «Макслайн»
Воспитанник футбольной академии столичного «Минска». В марте 2023 года футболист перешёл в «Макслайн». Дебютировал за клуб футболист 1 апреля 2023 года в матче против клуба «Слоним-2017», выйдя на замену в начале второго тайма и отличившись дебютной результативной передачей. Дебютным забитым голом за клуб футболист отличился 14 апреля 2023 года в матче против «Островца». В матче 24 мая 2023 года в рамках Кубка Беларуси против клуба «Новая Припять» футболист отличился забитым хет-триком. Своим первым в чемпионате хет-триком футболист отличился 25 июня 2023 года в матче против могилёвского «Днепра». Очередным хет-триком за клуб футболист отличился 1 октября 2023 года в матче против пинской «Волны». В матче 21 октября 2023 года против долбизновской «Нивы» футболист отличился забитым дублем. На протяжении сезона футболист был в клубе одним из ключевых игроков, став лучшим бомбардиром клуба с 23 забитыми голами во всех турнирах, также отдав 4 голевые передачи, и вторым бомбардиром чемпионата. По итогу сезона футболист вместе клубом завершил чемпионат на итоговом пятом месте. В марте 2024 года футболист покинул клуб.

### «Славия-Мозырь»
В марте 2024 года футболист перешёл в мозырскую «Славии». Дебютировал за клуб футболист 15 марта 2024 года в матче против могилёвского «Днепра», выйдя на замену на 65 минуте. Дебютными забитыми голами футболист отличился 28 апреля 2024 года в матче против дзержинского «Арсенала», оформив дубль.

## Международная карьера
В декабре 2021 году футболист получил вызов в юношескую сборную Беларуси до 18 лет. Дебютировал за сборную футболист 3 декабря 2021 года в товарищеском матче против сборной Армении, выйдя на поле в стартовом составе и отличившись своим дебютным забитым голом. В марте 2024 года футболист получил вызов в молодёжную сборную Беларуси для участия в квалификационных матчах молодёжного чемпионата Европы. Дебютировал за сборную футболист 22 марта 2024 года в матче против сборной Греции.